# Lars Lindencrone Petersen
Lars Lindencrone Petersen (født 4. juni 1954) er en dansk advokat ved Bech-Bruun og tidligere landsdommer ved Østre Landsret.
Han er opvokset på Bellahøj og er søn af Walther Lindencrone Petersen, der var jurist ved Rigspolitichefen. Lars Lindencrone blev cand.jur. fra Københavns Universitet i 1977. Han blev derefter ansat i Justitsministeriet. I 1990 blev han byretsdommer og i 1994 dommer ved Sø- og Handelsretten. Fra 1998 til 2008 har han været landsdommer ved Østre Landsret, og i 2008 blev han advokat hos Bech-Bruun.
Sideløbende har han været medforfatter til adskillige juridiske bøger om emner som betalingsstandsning og tvangsakkord, været næstformand for Pengeinstitutankenævnet, medlem af Konkursrådet, ligesom han har medvirket i flere offentlige undersøgelser – bl.a. undersøgelsen af Sparekassen Nordjyllands overtagelse af Himmerlandsbanken i 1993. Fra 2004 til 2006 var han desuden formand for den kommission, der undersøgte den såkaldte TDC-sag. I december 2016 vedtog et flertal i Folketinget at iværksætte en uvildig undersøgelse af forløbet omkring formodet svindel med udbytteskat for 12,3 mia. kr. i perioden 2010-2015. Bech-Bruun vandt udbuddet og påbegyndte i februar 2017 – under ledelse af Lars Lindencrone Petersen – arbejdet på redegørelsen, som blev offentliggjort den 19. december 2017. Den 4. juli 2019 idømte Advokatnævnet bl.a. Lars Lindencrone Petersen en bøde på 10.000 kr. for tilsidesættelse af god advokatskik i forbindelse med undersøgelsen af udbyttesagen. Herudover pålagdes Bech-Bruun at tilbagebetale et salær på 3,5 mio. kr. til Skatteministeriet. Baggrunden herfor var, at Lars Lindencrone Petersen samt tre andre advokater fra Bech-Bruun af et flertal i Advokatnævnet blev anset for at være inhabile i relation til den gennemførte undersøgelse, idet Bech-Bruun fra begyndelsen af februar 2014 havde rådgivet den tyske bank, North Channel Bank, i forbindelse med, at banken planlagde at fungere som depotbank i forbindelse med en række transaktioner, som involverede dobbeltrefusion af dansk udbytteskat. Den 23. september 2019 idømtes North Channel Bank ved Retten i Glostrup en bøde på 110 millioner kr. for groft bedrageri ved at have medvirket til, at der uretmæssigt blev udbetalt 1,1 mia. kr. i udbytteskat fra den danske statskasse. I april 2020 rejste Kammeradvokaten på vegne Skattestyrelsen, under henvisning til Bech-Bruuns rådgivning af North Channel Bank, et erstatningskrav på omtrent 1,2 mia. kr. over for Bech-Bruuns interessenter, herunder Lars Lindencrone Petersen, der indtrådte som interessent i Bech-Bruun den 1. januar 2014. Ved dom af 23. juni 2021 fastslog Østre Landsret, at Advokatnævnet med rette havde idømt Lars Lindencrone Petersen en bøde på 10.000 kr. for tilsidesættelse af god advokatskik i forbindelse med undersøgelsen af udbyttesagen. Den 20. november 2023 blev Bech-Bruun I/S i Højesteret dømt til at betale 400.000.000 kr. med tillæg af renter og omkostninger til Skatteforvaltningen  .
I 2004 blev han Ridder af 1. grad af Dannebrogordenen.